# Kostel svatého Simona a Heleny
Kostel svatého Simona a Heleny (bělorusky: Касьцёл сьвятых Сымона і Алены) též zvaný Červený kostel (Чырвоны касьцёл) je novorománský katolický kostel v běloruském hlavním městě Minsku, na Náměstí nezávislosti. Postaven byl roku 1910 podle návrhu polských architektů Tomasze Pajzderskiho a Władysława Marconiho. Stavbu zafinancoval podnikatel a filantrop Edward Woyniłłowicz. Světcům Simonovi a Heleně je kostel zasvěcen proto, že se tak jmenovaly dvě Woyniłłowiczově zesnulé děti. V roce 1921 byl kostel vypleněn Rudou armádou. V roce 1932 byl sovětskými úřady uzavřen a převeden do správy Státního polského divadla BSSR. Později byl využíván jako kino. V roce 1941, během druhé světové války, německá okupační správa vrátila objektu původní využití. Po válce byl kostel sovětskými úřady opět uzavřen a znovu začal být využíván jako kino. V roce 1990, po dvou hladovkách, které drželi minští katoličtí aktivisté Anna Nicievska-Sineviczová a Edward Tarlecki, byla budova vrácena k užívání římskokatolické církvi, byť je nadále ve vlastnictví státu. Interiér byl zrestaurován. Začala ho využívat i oživená běloruská řeckokatolická církev. V roce 2006 byly v kostele znovu pohřbeny ostatky Edwarda Woyniłłowicze a jeho manželky, kteří museli z Běloruska odejít roku 1921. V roce 2019 začala římskokatolická komunita dostávat od státu faktury za daň z nemovitosti a daň z pozemků, navzdory osvobození od daně pro náboženské komunity v běloruském zákonodárství. Dne 26. srpna 2020 kvůli tomu proběhla protivládní demonstrace na Náměstí nezávislosti. Policisté tehdy zablokovali dveře kostela, zatímco uvnitř bylo asi 100 lidí. Pomocný biskup minsko-mogilevské katolické arcidiecéze Jurij Kasabutskij protestoval proti tomuto postupu. 26. září 2022 došlo v přístavku kostela k menšímu požáru, což státní úřady využily k uzavření svatostánku a zákazu bohoslužeb.